# Robert S. Baker
Robert Sidney Baker (ur. 17 października 1916, zm. 30 września 2009) – brytyjski filmowy i telewizyjny producent, także reżyser i scenarzysta filmowy.
Mimo bogatego dorobku filmowego i telewizyjnego Baker jest głównie znany ze współpracy z Montym Bermanem, która doprowadziła do powstania serialu telewizyjnego Święty na podstawie powieści Lesliego Charterisa.

## Filmografia

### Reżyseria
- 1962–1969: Święty

### Produkcja
- 1958: Morze piachu
- 1962–1969: Święty
- 1971–1972: Partnerzy
- 1978–1979: Powrót Świętego
- 1997: Święty